# Транмер Роверз
«Тра́нмер Ро́верз» (англ. «Tranmere Rovers F.C.») — англійський футбольний клуб з Беркенгеда, графство Мерсісайд. Заснований 1884 року під ім'ям «Белмонт». Сучасну назву отримав наступного року. З 1912 року домашні матчі проводить на стадіоні «Прентон Парк», який вміщає 16 567 осіб. Основна форма — усе біле з синьою смугою на лівому плечі. «Транмерс» вважають 3-ю найсильнішою командою міста після «Ліверпуля» та «Евертона».[джерело?]